# Malpaso Productions
Malpaso Productions — кинокомпания Клинта Иствуда, основанная в 1967 году финансовым советником Иствуда Ирвингом Леонардом под названием The Malpaso Company для производства фильма «Вздёрни их повыше» на доход, полученный Иствудом за участие в «Долларовой трилогии» Серджо Леоне.
Леонард занимал пост президента The Malpaso Company до своей смерти 13 декабря 1969 года.

## Основание
Когда Клинт Иствуд согласился взять роль Человека без имени в фильме Серджо Леоне 1964 года «За пригоршню долларов», его агент сказал ему, что это будет «плохой шаг» для его карьеры. Но «Долларовая трилогия» оказалась на удивление успешной.
После съёмок фильма Брайана Дж. Хаттона 1968 года «Куда не долетают и орлы» Иствуд начал раздражаться из-за денег, которые, по его мнению, тратились впустую во время этих крупных съёмок. Он хотел иметь больше творческого контроля над своими фильмами и решил создать собственную продюсерскую компанию.
После успеха «Долларовой трилогии», используя полученные от неё доходы, финансовый советник Иствуда Ирвинг Леонард организовал для него компанию под названием The Malpaso Company. Своим названием компания обязана расположению возле ручья Malpaso Creek к югу от Кармела, где Иствуд решил приобрести для компании участок, припомнив предостережение агента по поводу «Долларовой трилогии».
Первым полнометражным фильмом кинокомпании стал фильм «Вздёрни их повыше», поставленный режиссёром Тедом Постом в 1968 году. Леонард служил президентом The Malpaso Company и ассоциированным продюсером для фильмов Иствуда начиная с первого фильма и до своей смерти в 1969 году.
Иствуд известен очень плотным графиком съёмок, он заканчивает свои фильмы в соответствии с графиком и бюджетом, или раньше и в рамках бюджета, как правило, за гораздо меньшее время, чем большинство продюсерских компаний.
С фильма «Грязный Гарри» в 1971 году началось сотрудничество Malpaso Productions с кинокомпанией Warner Bros. Pictures, которая с тех пор выступила дистрибьютером более 40 полнометражных фильмов, снятых компанией Иствуда.

## Фильмография

### 1960-е
| Год  | Название          | Режиссёр     |
| ---- | ----------------- | ------------ |
| 1968 | Вздёрни их повыше | Тед Пост     |
| 1968 | Блеф Кугана       | Дон Сигел    |
| 1969 | Золото Калифорнии | Джошуа Логан |

### 1970-е
| Год  | Название                         | Режиссёр      |
| ---- | -------------------------------- | ------------- |
| 1970 | Два мула для сестры Сары         | Дон Сигел     |
| 1971 | Обманутый                        | Дон Сигел     |
| 1971 | Сыграй мне перед смертью         | Клинт Иствуд  |
| 1971 | Грязный Гарри                    | Дон Сигел     |
| 1972 | Джо Кидд                         | Джон Стёрджес |
| 1973 | Наездник с высоких равнин        | Клинт Иствуд  |
| 1973 | Бризи                            | Клинт Иствуд  |
| 1973 | Высшая сила                      | Тед Пост      |
| 1974 | Громобой и Быстроножка           | Майкл Чимино  |
| 1975 | Санкция на пике Эйгера           | Клинт Иствуд  |
| 1976 | Джоси Уэйлс — человек вне закона | Клинт Иствуд  |
| 1976 | Блюститель закона                | Джеймс Фарго  |
| 1977 | Сквозь строй                     | Клинт Иствуд  |
| 1978 | Как ни крути – проиграешь        | Джеймс Фарго  |
| 1979 | Побег из Алькатраса              | Дон Сигел     |

### 1980-е
| Год  | Название                      | Режиссёр         |
| ---- | ----------------------------- | ---------------- |
| 1980 | Как только сможешь            | Бадди Ван Хорн   |
| 1982 | Огненный лис                  | Клинт Иствуд     |
| 1982 | Человек из притона            | Клинт Иствуд     |
| 1983 | Внезапный удар                | Клинт Иствуд     |
| 1984 | Петля                         | Ричард Таггл     |
| 1984 | Заваруха в городе             | Ричард Бенджамин |
| 1985 | Бледный всадник               | Клинт Иствуд     |
| 1986 | Перевал разбитых сердец       | Клинт Иствуд     |
| 1986 | Мальчик-крыса                 | Сондра Локк      |
| 1988 | Список смертников             | Бадди Ван Хорн   |
| 1988 | Птица                         | Клинт Иствуд     |
| 1988 | Телониус Монк: Прямо и честно | Шарлотта Зверин  |
| 1989 | Розовый кадиллак              | Бадди Ван Хорн   |

### 1990-е
| Год  | Название                         | Режиссёр     |
| ---- | -------------------------------- | ------------ |
| 1990 | Белый охотник, чёрное сердце     | Клинт Иствуд |
| 1990 | Новичок                          | Клинт Иствуд |
| 1992 | Непрощённый                      | Клинт Иствуд |
| 1993 | Идеальный мир                    | Клинт Иствуд |
| 1995 | Мосты округа Мэдисон             | Клинт Иствуд |
| 1995 | Счастливые звёзды над Генриеттой | Джеймс Кич   |
| 1997 | Абсолютная власть                | Клинт Иствуд |
| 1997 | Полночь в саду добра и зла       | Клинт Иствуд |
| 1999 | Настоящее преступление           | Клинт Иствуд |

### 2000-е
| Год  | Название           | Режиссёр      |
| ---- | ------------------ | ------------- |
| 2000 | Космические ковбои | Клинт Иствуд  |
| 2002 | Кровавая работа    | Клинт Иствуд  |
| 2003 | Таинственная река  | Клинт Иствуд  |
| 2004 | Малышка на миллион | Клинт Иствуд  |
| 2006 | Флаги наших отцов  | Клинт Иствуд  |
| 2006 | Письма с Иводзимы  | Клинт Иствуд  |
| 2007 | Пути и путы        | Элисон Иствуд |
| 2008 | Подмена            | Клинт Иствуд  |
| 2008 | Гран Торино        | Клинт Иствуд  |
| 2009 | Непокорённый       | Клинт Иствуд  |

### 2010-е
| Год  | Название             | Режиссёр      |
| ---- | -------------------- | ------------- |
| 2010 | Потустороннее        | Клинт Иствуд  |
| 2011 | Дж. Эдгар            | Клинт Иствуд  |
| 2012 | Кручёный мяч         | Роберт Лоренц |
| 2014 | Парни из Джерси      | Клинт Иствуд  |
| 2014 | Снайпер              | Клинт Иствуд  |
| 2016 | Чудо на Гудзоне      | Клинт Иствуд  |
| 2018 | Поезд на Париж       | Клинт Иствуд  |
| 2018 | Наркокурьер          | Клинт Иствуд  |
| 2019 | Дело Ричарда Джуэлла | Клинт Иствуд  |

### 2020-е
| Год  | Название      | Режиссёр     |
| ---- | ------------- | ------------ |
| 2021 | Мужские слёзы | Клинт Иствуд |
| 2024 | Присяжный № 2 | Клинт Иствуд |